# 무함마드 빈 라시드 알막툼

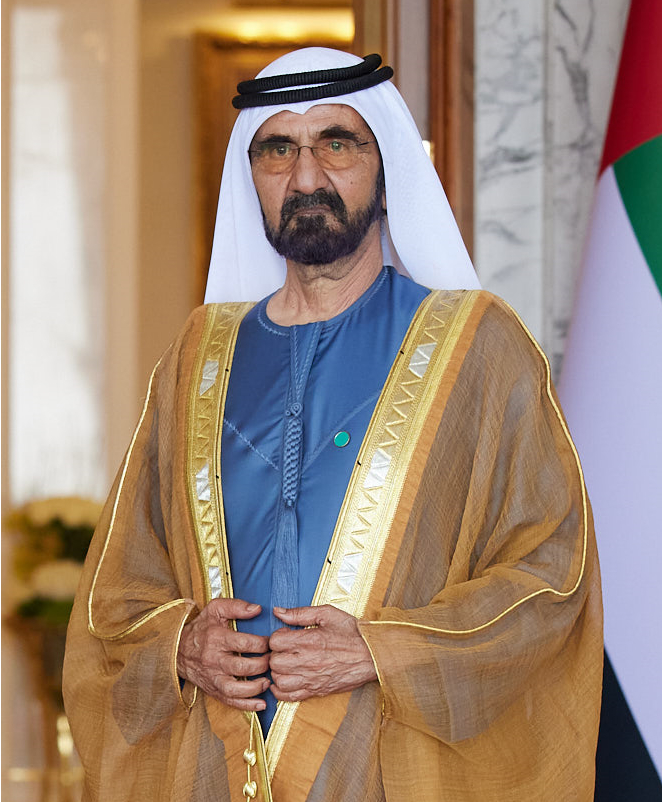
무하마드 빈 라시드 알막툼(2021년)

무함마드 빈 라시드 알막툼(محمد بن راشد آل مكتوم;, 영어: Mohammed bin Rashid Al Maktoum, 1949년 7월 15일~ )은 아랍에미리트의 정치인이다.
2006년 2월 11일 아랍에미리트의 총리로 선출 되었다. 그는 두바이 토후국의 아미르이기도 하다.
그는 그의 형인 막툼 빈 라시드 알막툼의 뒤를 이어 두바이의 아미르이 된 것이다. 그는 부르즈 할리파와 부르즈 알아랍을 지었다. 아랍에미리트의 영국으로부터 1971년 12월 2일에는 독립을 목격한 아미르이다.